# Thông báo 16 tháng 5

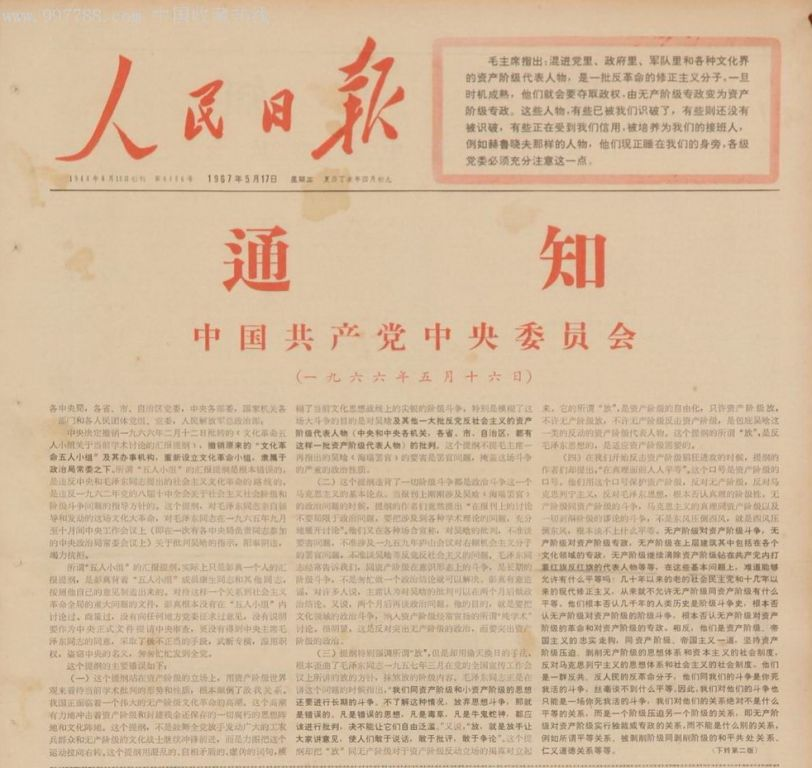
Thông báo này, vốn là một tài liệu xuất bản bí mật trong đảng mà chỉ những cán bộ xếp trên hạng 17 mới được phép đọc, đã được giải mật và đăng trên Nhân Dân nhật báo vào ngày 17 tháng 5 năm 1967, sau một năm xuất bản trong nội bộ đảng.

Thông báo 16 tháng 5 (tiếng Trung: 五一六通知; bính âm: Wǔyīliù Tōngzhī) hoặc Thông tư 16 tháng 5, tên gọi chính thức là Thông tri (tiếng Trung: 通知; bính âm: Tōngzhī), là tuyên ngôn chính trị lớn đầu tiên của Cách mạng Văn hóa ở Trung Quốc. Nó được ban hành tại phiên họp mở rộng tháng 5 năm 1966 của Hội nghị Bộ Chính trị Đảng Cộng sản Trung Quốc. Vì được thông qua vào ngày 16 tháng 5 nên mọi người gọi là Thông báo 16 tháng 5. Thông báo này đã giúp chấm dứt cuộc tranh chấp chính trị trong nội bộ Đảng Cộng sản Trung Quốc bắt nguồn từ vở kinh kịch Hải Thụy bãi quan bằng cách giải tán cấp cao nhất của bộ máy văn hóa của đảng và khuyến khích phong trào chính trị quần chúng chống lại phái hữu trong đảng. Kết quả đây được coi là một chiến thắng chính trị về tay Mao Trạch Đông. Giới sử học Trung Quốc đã coi ngày thông qua thông báo ngày 16 tháng 5 năm 1966 là ngày mở đầu Cách mạng Văn hóa.

## Bối cảnh
Bắt đầu từ năm 1965 và đến mùa xuân năm 1966, một cuộc tranh chấp chính trị nảy sinh bên trong Cộng hòa Nhân dân Trung Hoa liên quan đến vở kinh kịch Hải Thụy bãi quan. Vở kịch mô tả một vị quan thanh liêm dưới thời Minh tên là Hải Thụy đã đảo ngược các bản án đất đai bất công thay cho những người nông dân được miêu tả một cách thụ động và tôn vinh ông ấy là vị cứu tinh của họ. Giới phê bình bắt đầu giải thích vở kịch này ám chỉ sự chỉ trích của Nguyên soái Bành Đức Hoài đối với Mao Trạch Đông cũng như chính sách nông dân trong Đại nhảy vọt tại Hội nghị Lư Sơn, khiến Bành Đức Hoài bị thanh trừng về mặt chính trị. Người Trung Quốc am hiểu về chính trị đã biết là Hải Thụy ám chỉ Bành Đức Hoài, Hoàng đế nhà Minh đại diện Mao Chủ tịch, và các bản án đất đai bất công đại diện cho các chính sách Đại nhảy vọt.
Nhà phê bình văn học Diêu Văn Nguyên đã bắt đầu một cuộc tranh luận học thuật và chính trị về vở kịch Hải Thụy bãi quan khi ông viết một bài báo chỉ trích nó theo lời đề nghị từ các đồng minh thân cận của Mao là Giang Thanh và Trương Xuân Kiều. Đặc biệt, bài báo của Diêu lập luận rằng tác giả của vở kịch là Ngô Hàm đã bóp méo ghi chép lịch sử và khía cạnh đảo ngược các bản án đất đai bất công hòng tạo ra tâm điểm cho "phe đối lập tư bản" muốn "phá bỏ công xã nhân dân và khôi phục thể chế tội phạm của bọn địa chủ và phú nông".
Thị trưởng Bắc Kinh và Ủy viên Bộ Chính trị Bành Chân đã cố gắng bảo vệ tác giả của vở kịch, cũng là cấp dưới của mình là Phó Thị trưởng Bắc Kinh Ngô Hàm, bằng cách ngăn cản việc tái bản bài phê bình của Diêu Văn Nguyên.  Khi sự can thiệp của Thủ tướng Chu Ân Lai có nghĩa là việc ngăn chặn việc xuất bản vở kịch không còn khả thi về mặt chính trị, Bành Chân đã sử dụng vai trò lãnh đạo của mình trong bộ máy văn hóa của đảng thông qua Tổ 5 người nhằm hạn chế chi tiết cuộc tranh luận về vở kịch rồi kiểm duyệt bất kỳ lập luận nào mang ý nghĩa chính trị đương đại. Theo chỉ đạo của ông, Tổ 5 người đã soạn thảo quy định kỷ luật chính thức ("Đề cương Báo cáo về cuộc Thảo luận Học tập Hiện nay" còn gọi là "Đề cương Tháng Hai") nhằm hạn chế những chi tiết trong cuộc tranh luận và do đó ngăn chặn các bài báo tiếp theo hòng so sánh vở kịch này với các vấn đề chính trị đương thời. Đề cương tháng Hai đã công khai đe dọa kỷ luật "phái tả cố chấp", thúc giục họ ghi nhớ "hành vi lâu dài" của mình".
Mao phản đối Đề cương tháng Hai, mô tả "[những] kẻ ngăn cản việc xuất bản các bài tiểu luận phái tả" là "học phiệt". Hàng loạt cuộc họp cấp cao nhất của đảng từ giữa tháng 3 đến giữa tháng 5 năm 1966 hòng giải quyết tranh cãi sau Đề cương tháng Hai và phản ứng của Mao Trạch Đông đối với đề cương này. Vào cuối tháng 4 năm 1966, Ban Chấp hành Trung ương Đảng đã quyết định thu hồi Đề cương tháng Hai, giải tán Tổ 5 người, bãi bỏ Thành ủy Bắc Kinh do Bành Chân lãnh đạo, và không chấp nhận việc ông xử lý cuộc luận chiến về vở kịch Hải Thụy bãi quan.

## Thông báo 16 tháng 5
Thông báo 16 tháng 5 đã chính thức hóa các quyết định đạt được vào cuối tháng 4. Đây là tuyên bố chính trị lớn đầu tiên của Cách mạng Văn hóa và tóm lược những lời biện minh của Mao dành cho Cách mạng Văn hóa.
Khi hủy bỏ Đề cương tháng Hai và giải tán Tổ 5 người, Thông báo 16 tháng 5 đã loại bỏ cấp cao nhất của bộ máy văn hóa của đảng và đảo ngược âm mưu chính trị cuối cùng của nó. Thông báo này thảo luận chi tiết về những sai lầm chính trị của Bành Chân, nói rằng ông đã bảo vệ Ngô Hàm và ngăn chặn những lời chỉ trích chính trị về Hải Thụy bãi quan và do đó che khuất cuộc đấu tranh giai cấp. Thông báo 16 tháng 5 viết rằng thay vì vận động toàn đảng và quần chúng nhân dân, Đề cương tháng Hai "làm hết sức mình để lãnh đạo phong trào theo hướng hữu khuynh" Bản Đề cương tháng Hai đã sử dụng "một ngôn ngữ lộn xộn, mâu thuẫn và đạo đức giả... gây hoang mang... cho cuộc đấu tranh giai cấp gay gắt đang diễn ra trong nền văn hóa và ý thức hệ". Thông báo cũng chỉ trích việc Bành Chân đề cao tiêu chuẩn giai cấp tư sản là sáng tạo nghệ thuật vì nghệ thuật hơn là nghệ thuật phục vụ chính trị. "Mục tiêu của cuộc đấu tranh vĩ đại này là phê phán và bác bỏ Ngô Hàm và nhiều đại biểu khác của giai cấp tư sản chống Đảng và chống chủ nghĩa Xã hội[.]"
Thông báo 16 tháng 5 cũng chỉ trích mơ hồ phái hữu không xác định trong đảng "đang ngủ bên cạnh chúng ta", so sánh họ với Nikita Khruschev. Ngoài việc lên án Bành Chân, đoạn này của Thông báo có nội dung như sau:
Giương cao ngọn cờ vĩ đại của cách mạng văn hóa vô sản, vạch trần triệt để lập trường phản động tư sản của cái gọi là "quyền uy học thuật" chống Đảng chống chủ nghĩa xã hội, phê phán triệt để tư tưởng phản động tư sản của giới học thuật, giới giáo dục, giới báo chí, giới văn nghệ, giới xuất bản, giành lại quyền lãnh đạo trong các lĩnh vực văn hóa này. Nhưng muốn làm được điều này thì phải đồng thời phê phán những nhân vật đại biểu của giai cấp tư sản đã trà trộn trong Đảng, trong chính quyền, trong quân đội và trong các giới thuộc lĩnh vực văn hóa, gạt sạch những người này và cần phải thay đổi chức vụ của một số người. Những nhân vật đại biểu của giai cấp tư sản trà trộn trong Đảng, trong chính quyền, trong quân đội và trong các giới văn hóa, là bọn xét lại phản cách mạng, hễ thời cơ chín muồi, là chúng sẽ cướp chính quyền, từ chuyên chính vô sản biến thành chuyên chính tư sản. Những nhân vật này, có một số đã bị chúng ta nhận ra, có một số vẫn chưa nhận ra, có một số đang được chúng ta tin dùng, được bồi dưỡng làm người kế tục của chũng ta, chính là những nhân vật Khruschev đang ngủ bên cạnh chúng ta, Đảng ủy các cấp cần phải chủ ý đầy đủ điều này.

Điều này ngụ ý rằng có những kẻ thù của chính chủ nghĩa Cộng sản trong Đảng: những kẻ thù giai cấp "vẫy cờ đỏ để chống lại cờ đỏ". Mặc dù tương đối ít chi tiết về cuộc họp nơi Thông báo 16 tháng 5 được đưa ra, nhưng đoạn văn này đã gây ấn tượng đặc biệt lớn đối với các đồng minh thân cận nhất của Mao. Lâm Bưu nhận thấy tuyên bố này "cực kỳ đáng lo ngại". Trương Xuân Kiều nói rằng vào thời điểm đó ông không biết điều này ám chỉ ai. Lưu Thiếu Kỳ lúc đó là người chủ trì Hội nghị, đã không hề biết rằng "những nhân vật Khruschev đang ngủ bên cạnh chúng ta" mà trong Thông báo 16 tháng 5 nói tới ấy chính là ám chỉ đến ông.

### Quá trình soạn thảo
Thông báo 16 tháng 5 ban đầu do Trần Bá Đạt soạn thảo và mang sang cho Mao chỉnh sửa toàn bộ, bao gồm cả việc bổ sung đoạn liên quan đến phái hữu "ngủ bên cạnh chúng ta" như Khruschev. Mao cũng đã viết câu nói rõ: "Mục tiêu của cuộc đấu tranh vĩ đại này là phê phán và bác bỏ Ngô Hàm và nhiều đại diện khác của giai cấp tư sản chống Đảng và chống chủ nghĩa Xã hội[.]" Mao đã cố tình chọn một cái tên nói giảm nói tránh cho văn kiện này. Do Thông báo 16 tháng 5 gọi là "Đại Cách mạng Văn hóa Vô sản" nên từ đó cụm từ "Đại Cách mạng Văn hóa Xã hội chủ nghĩa" cũng biến mất trên tất cả các báo chí.

## Giải thích và hậu quả
Ngay sau Thông báo 16 tháng 5, Lâm Bưu đã có một bài phát biểu trong đó bày tỏ quan điểm của mình rằng Thông báo 16 tháng 5 nhằm "ngăn chặn âm mưu phản cách mạng" và thiết lập uy quyền tuyệt đối của "tư tưởng Mao Trạch Đông". Viện sĩ Alessandro Russo đã giải thích bài phát biểu của Lâm Bưu được thúc đẩy từ sự bất ổn về mặt thể chế do Mao cảnh báo về phe cánh hữu bí mật trong đảng, những người "như Khruschev" và rằng Lâm Bưu đang dựa vào quyền lực cá nhân của Mao để bù đắp cho sự bất ổn về mặt thể chế.
Trong một bức thư tháng 7 năm 1966 gửi cho Giang Thanh chỉ được lưu hành công khai sau khi Lâm Bưu qua đời, Mao mô tả bài phát biểu của Lâm chứa đựng những ý tưởng "vô cùng đáng lo ngại". Việc Mao nhấn mạnh vào "cuộc đấu tranh chống chủ nghĩa xét lại" không ám chỉ nguy cơ đảo chính, mà là "sự phục hồi hòa bình" của chủ nghĩa tư bản. Mao viết: "Tôi chưa bao giờ nghĩ rằng những cuốn sách nhỏ mà tôi đã viết lại có sức mạnh kỳ diệu như vậy. Bây giờ ông ấy đã thổi phồng chúng lên, cả nước sẽ làm theo. Nó có vẻ giống hệt cảnh bà vợ Vương thị bán bí ngô khoe khoang về chất lượng hàng hóa của mình vậy". "Họ tâng bốc tôi bằng cách tung hô tôi như những vì sao, [nhưng] mọi thứ lại đi ngược lại với họ: càng lên cao, anh ta càng ngã nặng nề. Tôi sẵn sàng ngã xuống tan xương nát thịt. Điều đó không quan trọng; cốt yếu không để bị tiêu diệt mà chỉ tan thành từng mảnh thôi". Mao đồng ý cho Ban Chấp hành Trung ương Đảng lưu hành bài phát biểu của Lâm Bưu như một tài liệu chính thức và nhận xét trong bức thư tháng 7 năm 1966 của ông, "Đây là lần đầu tiên trong đời tôi, về một điểm quan trọng, tôi đã nhường bước cho người khác chống lại phán đoán tốt hơn của tôi; chúng ta hãy nói độc lập với ý chí của tôi".  Việc Mao đồng ý cho lưu hành bài phát biểu của Lâm cuối cùng sẽ giúp dẫn đến cuộc chiến chính trị năm 1970-1971 chống lại Lâm Bưu của ông.
Sau khi Bành Chân và các đồng minh của ông bị lật đổ, Trần Bá Đạt và Giang Thanh liền trở thành thành viên cốt cán của Tổ Cách mạng Văn hóa Trung ương mới lập nên.